# 土岐賴藝
土岐賴藝（1502年—1582年12月28日）是日本戰國時代美濃的守護大名。美濃守護土岐政房的次子。
爲了爭奪土岐氏當主之位，與嫡流的兄長賴武和其子賴純對立，並把美濃和周邊國捲入爭亂，最後成為土岐氏當主和美濃守護。不過最後被重臣齋藤道三流放。

## 生平
在文龜元年（1501年）出生，家中次男。當時美濃國內，重臣齋藤氏因為守護代齋藤利國戰死而衰退，取而代之的是庶流長井氏抬頭等，齋藤家中非常不安定。
不只是齋藤家，守護土岐家中亦有暗湧，身為次男的賴藝受到父親政房相當溺愛，甚至想把長男賴武廢嫡，因為政房的關係，於是受到小守護代長井長弘、長井新左衛門尉（齋藤道三的父親）等人擁立，兄長賴武亦受到守護代齋藤利良支持，雙方對立並爭奪家督，在永正14年（1517年）爆發合戰。
賴藝方在此戰中敗北，不過得到前守護代齋藤彦四郎的助力，在翌年（1518年）再度爆發合戰，這次由賴藝一方勝利，賴武被流放而前往越前，並掃除賴武方的勢力。不過在永正16年（1519年），得到朝倉孝景支援的賴武方向美濃侵攻，賴藝方被壓倒，賴武方勝利，賴武就任美濃守護。
不過此時仍然計劃奪取政權，在大永5年（1525年）再次舉兵，佔據美濃守護所福光館。享祿3年（1530年），再次把兄長賴武流放到越前，被稱為「濃州太守」，實質上成為守護。此後，後盾長弘、新左衛門尉等人相繼死去，於是重用新左衛門尉的兒子規秀（後來的齋藤道三），保持自身勢力。
天文4年（1535年）6月，執行父親第17回忌祭，為了在國內宣告自己的正統性，與兄長的繼承人兼外甥賴純對立，因為朝倉氏、六角氏等人支援賴純方，戰火波及美濃全國。同年7月1日，新的守護所枝廣館被長良川大洪水淹浸，於是移至稻葉山下。同年同月22日，因為第12代將軍足利義晴的執奏，於是任官修理大夫。翌年（1536年），因為勅許而遷任美濃守，正式被任命為守護。
同時期，迎娶六角定賴的女兒，因為與六角氏和睦，爭亂亦漸漸消失。天文8年（1539年），與賴純之間成立和議。天文10年（1541年），發生重臣齋藤道三毒殺賴藝的弟弟賴滿的事件，於是與道三的關係險惡，雙方漸漸對立。
天文11年（1542年），賴純守備的大桑城被攻下，於是移至鷺山城。此年，與兒子賴次一同被道三流放到尾張（一說指此時被流放的只是賴次，而賴藝自身則被道三當作傀儡，留在守護之座）。
得到尾張的織田信秀支援，並與在越前受朝倉孝景庇護的賴純聯手，復歸守護之座，不過在不久後的天文15年（1546年），道三與孝景達成和睦，而和睦的條件是賴藝退任守護，於是守護之座就讓予賴純。天文17年（1548年），信秀與道三達成和睦，因此失去後盾。天文21年（1552年）期間，再度被道三流放，於是投靠近江的六角氏，之後再寄寓在弟弟治賴所在的常陸，此時把系圖和家寶讓渡給治賴，之後投靠上總的土岐為賴，後來投靠甲斐的武田氏，在此段期間因病失明。
最後依靠舊臣稻葉一鐵而返回美濃，在天正10年12月4日（1582年12月28日）死去。

## 逸話
- 身為文化人而為人所知，留下許多書畫。特別擅於繪畫鷹，所畫的鷹畫被稱為「土岐之鷹」（土岐の鷹）而為人稱道。還有，被推斷與同樣擅於畫鷹的同族畫家土岐冨景、土岐洞文為同一人物。孫兒土岐賴高亦同樣擅於畫鷹，後來仕於豐臣秀吉，最後成為德川義直的御伽眾。

- 齋藤道三的兒子‧後來成為稻葉山城城主的齋藤義龍的生母深芳野是賴藝的愛妾，享祿元年（1528年），由賴藝賜予道三。翌年（1529年），義龍出生，由於出生時期，以及道三與義龍斷絕關係，所以有說法指義龍是賴藝的實子，亦有指是江戶時代的創作。

- 名字「賴藝」的日文讀法有多種説法，實況不明，在土岐賴忠的菩提寺禪藏寺的過去帳中，記載為「藝」字讀作。